# Joannicjusz Galatowski
Joannicjusz (cs. Ioannikij) nazwisko świeckie Galatowski (ur. ok. 1620, zm. 23 grudnia 1687?/2 stycznia 1688 w Czernihowie) – prawosławny mnich, kaznodzieja i polemista, przełożony (archimandryta) Jeleckiego Monasteru Zaśnięcia Matki Bożej w Czernihowie.

## Życiorys

### Pochodzenie, młodość i wczesna działalność
O jego pochodzeniu nie ma pewnych wiadomości. J. Nariżna uważa go za przedstawiciela jednego z białoruskich rodów szlacheckich z powiatu pińskiego. Mykoła Kostomarow uważał, że Joannicjusz pochodził z Wołynia.
Ukończył Kolegium Mohylańskie w Kijowie najprawdopodobniej w r. 1649 lub wcześniej. Szczególne miejsce wśród jego nauczycieli zajmował Łazarz Baranowicz, którego Joannicjusz nazywał potem swoim protektorem i przyjacielem. Po ukończeniu nauki wyjechał na Wołyń. Większość badaczy skłania się ku poglądowi, że śluby mnisze złożył w monasterze Opieki Matki Bożej w Hoszczy, przy którym działała filia Kolegium Mohylańskiego i przełożonymi którego byli wykształceni mnisi, twórcy literatury duchownej. Inni badacze dopuszczają, że Joannicjusz złożył wieczyste śluby mnisze natychmiast po ukończeniu szkoły, a więc jeszcze w Kijowie.
Z Wołynia Joannicjusz Galatowski udał się do monasteru Wprowadzenia Matki Bożej do Świątyni w Kupiatyczach, którego przełożonym był Łazarz Baranowicz. Musiał tam dotrzeć przed 1650 r., gdy Łazarz wyjechał do Kijowa, by objąć stanowisko rektora Kolegium Mohylańskiego. Być może po odjeździe Łazarza Joannicjusz przejął po nim urząd przełożonego wspólnoty. O związku Joannicjusza z monasterem w Kupiatyczach świadczył spisany przez niego zbiór opowieści o cudach Kupiatyckiej Ikony Matki Bożej – tekst ten nie zachował się, Joannicjusz wspomina o nim w innej swojej pracy.

### Wykładowca Kolegium Mohylańskiego
Joannicjusz ponownie znalazł się w Kijowie w r. 1655 lub 1656, gdyż w 1657 r. był już wykładowcą klasy retoryki Kolegium Mohylańskiego. Następnie objął stanowisko rektora Kolegium i równocześnie ihumena monasteru Objawienia Pańskiego w Kijowie. Funkcje te pełnił już z pewnością na przełomie 1658 i 1659 r. – źródła wskazują, że właśnie on zajmował się, jako przełożony klasztoru i rektor szkoły, usuwaniem skutków pożaru, który strawił zabudowania monasteru i kolegium. Jako rektor kolegium był równocześnie wykładowcą retoryki.
W listopadzie 1663 r. Joannicjusz na zaproszenie kanclerza wielkiego koronnego Mikołaja Prażmowskiego odbył w Białej Cerkwi dysputę z jezuitą Adrianem Pikarskim, kaznodzieją króla Jana Kazimierza, o prymacie papieża w Kościele.
Przed 1665 r., być może jeszcze w 1662 r. Joannicjusz opuścił Kijów i przestał wykonywać obowiązki rektora Kolegium Mohylańskiego. Najbardziej prawdopodobną przyczyną jego odjazdu był konflikt z biskupem Metodym, który po śmierci metropolity kijowskiego Dionizego został strażnikiem tronu biskupiego. Joannicjusz opowiadał się za tym, by nowym metropolitą kijowskim został Łazarz Baranowicz. W liście do cara Aleksego z lipca 1669 r. skarżył się, że Metody obraził go i prześladował.

### Dalsza działalność. Przełożony Jeleckiego Monasteru Zaśnięcia Matki Bożej
Przez pewien czas po opuszczeniu Kijowa ihumen przebywał we Lwowie oraz w Skicie Maniawskim. Następnie, jak sam opisał w przedmowie do swojego dzieła, podróżował po Podolu i Wołyniu, był m.in. w Łucku, gromadząc materiały do zaplanowanej pracy o pochodzeniu Ducha Świętego. Jesienią 1667 r. mógł być w Mińsku, zaś do października 1668 r. przebywał w Słucku, gdzie odwiedził namiestnika metropolity kijowskiego w Wielkim Księstwie Litewskim archimandrytę Teodozjusza. Następnie udał się do Nowogrodu Siewierskiego, gdzie spotkał się z Łazarzem Baranowiczem, od 1657 r. biskupem czernihowskim, i pokazał mu swoją pracę Mesjasz prawdziwy, uzyskując jego aprobatę.
W końcu 1668 r. lub na początku r. 1669 Joannicjusz wrócił do Kijowa, dowiedziawszy się, że biskup Metody został pozbawiony urzędu i wywieziony do Moskwy. Szybko jednak opuścił miasto ponownie, widząc, że stanowisko rektora Kolegium Mohylańskiego sprawował już archimandryta Warłaam. Na zaproszenie Łazarza Baranowicza ponownie osiadł w Nowogrodzie Siewierskim. Dzięki protekcji Łazarza w 1669 r. otrzymał godność archimandryty i urząd przełożonego Jeleckiego Monasteru Zaśnięcia Matki Bożej w Czernihowie. W tym samym roku car Aleksy gramotą z dnia 10 sierpnia 1669 r. oficjalnie wybaczył Joannicjuszowi fakt, że ten samowolnie opuścił Kijów i pozostał na Ukrainie Prawobrzeżnej podczas wojny polsko-rosyjskiej.
W roku następnym lub w 1671 r. archimandryta Joannicjusz udał się do Moskwy, by uzyskać potwierdzenie prawa monasteru Jeleckiego do posiadanych majątków ziemskich i by prosić cara o finansowe wsparcie remontu klasztoru. Został przyjęty przez cara na osobistej audiencji, wręczył mu egzemplarz Mesjasza prawdziwego i wygłosił przemowę-pozdrowienie. Wygłosił również homilię na XX niedzielę po Zesłaniu Ducha Świętego w cerkwi Narodzenia Matki Bożej na Kremlu, w obecności Aleksego. Car potwierdził jego godność archimandryty, a także przekazał klasztorowi bogate dary (księgi liturgiczne, wino liturgiczne, kadzidło i wosk, stroje kapłańskie, pieniądze). Archimandryta Joannicjusz doprowadził do znaczącej rozbudowy klasztoru, którym kierował. Zainicjował odbudowę zniszczonego soboru Zaśnięcia Matki Bożej, budowę cerkwi refektarzowej, murowanego budynku mieszkalnego dla mnichów oraz utworzenie biblioteki. Pozyskał licznych darczyńców, którzy wsparli wspólnotę, w tym pułkownika czernihowskiego Wasyla Dunina-Borkowskiego i hetmana Iwana Samojłowicza. W 1679 r. odbudowa i rozbudowa monasteru była faktycznie skończona, ale jeszcze w 1686 r. klasztor otrzymał z Moskwy naczynia liturgiczne. Joannicjusz wysyłał kolejnym władcom moskiewskim – Aleksemu, carom Iwanowi i Piotrowi – regentce Zofii – część swoich nowych prac teologicznych. Najprawdopodobniej na prośbę władcy rosyjskiego w 1678 r. skierował obszerny list do Jerzego Chmielnickiego, potępiając przyjęcie przez niego tytułu hetmana z rąk sułtana Mehmeda IV.
Joannicjusz wspierał biskupa czernihowskiego Łazarza w zarządzaniu eparchią, a Łazarz prawdopodobnie widział w nim naturalnego kandydata na następcę na urzędzie biskupim. Joannicjusz zmarł jednak przed swoim protektorem, w 1688 r. Został pochowany w soborze Zaśnięcia Matki Bożej w Monasterze Jeleckim.

## Prace teologiczne

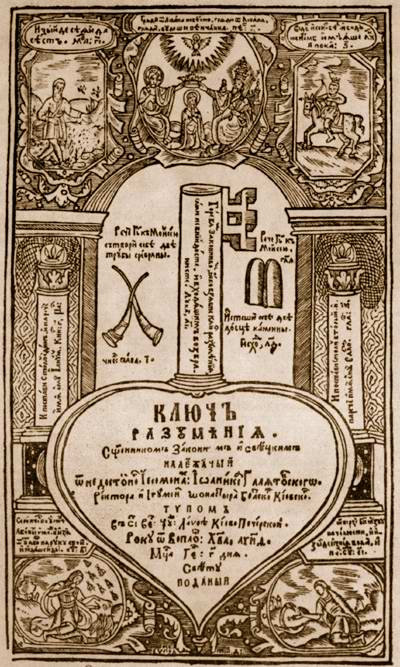
Okładka pierwszego wydania Klucza rozumienia

Joannicjusz pisał po rusku oraz po polsku. W 1659 r. Joannicjusz ogłosił zbiór kazań zatytułowany Klucz rozumienia. Kapłanom, zakonnikom i laikom przynależny (Kлючъ разумения. Свящєнникoм законникoм и ляикoм налєжачий). Zawarł w nim homilie na niektóre święta z liczby dwunastu. Rok później drukarnia Ławry Peczerskiej wydrukowała także Kazania dodane do księgi zwanej Klucz rozumienia (Kазаниа приданыи до книги Kлючъ разумeния названой). Za życia Joannicjusza, w drukarni lwowskiej wydane zostały jeszcze dwie edycje zbioru, uzupełnione o kolejne homilie; autor przerabiał również starsze kazania. Całość Joannicjusz poprzedził traktatem Nauka albo sposób układania kazania, który był pierwszym we wschodniosłowiańskim prawosławiu wykładem pisania homilii. Traktat ten w kolejnych wydaniach również był rozbudowywany – w pierwszym wydaniu Joannicjusz tłumaczył, jak układać kazania na święta ku czci Chrystusa i Matki Bożej, następnie dodał objaśnienia dotyczące pisania kazań na niedziele zwykłe, poświęconych świętym i na pogrzeby. W Kluczu rozumienia Joannicjusz zawarł również – w rozproszonych fragmentach – wykład teologii maryjnej
Znaczne miejsce w dorobku Joannicjusza zajmują traktaty wymierzone w innowierców: katolików, muzułmanów i żydów. W 1669 r. Joannicjusz wydał w Kijowie Mesjasza prawdziwego, uderzającego w sabataizm. W 1676 r. wydał rozprawę przeciwko Filioque – Stary kościół zachodni nowemu kościołowi rzymskiemu pochodzenie Ducha Świętego od Oyca Samego nie od Syna pokazuje. Trzy lata później w Nowogrodzie Siewierskim opublikowany został jego Łabędź z piórami swymi, stanowiący wezwanie do walki z Turkami. W 1681 r. wydał Alphabetum rozmaitym heretykom niewiernym, dla ich nauczenia i nawrócenia, zaś dwa lata później antyunicki traktat Fundamenta, na których łacinnicy jedność Rusi z Rzymem fundują. W 1686 r. również w Czernihowie wyszedł jego antyislamski traktat Alkoran machometów.